# Remigijus Valiulis
Remigijus Valiulis, född 20 september 1958 i Šilutė, Litauen, död 19 juli 2023, var en litauisk friidrottare inom kortdistanslöpning som tävlade för Sovjetunionen.
Han tog OS-guld på 4 x 400 meter stafett vid friidrottstävlingarna 1980 i Moskva.